# 조조
조조(중국어: 曹操, 병음: Cáo Cāo 차오차오[*], 155년~220년 음력 1월 23일)는 중국 후한 말의 군웅, 정치인이다. 후한이 그 힘을 잃어가던 군웅할거의 난세에 비상하고 탁월한 능력으로 두각을 드러내, 여러 제후를 연달아 평정하고 중원의 대부분을 통일하여 삼국시대 위나라의 기틀을 닦았다. 시대의 영웅들 가운데 패자(覇者)로 우뚝 솟은 초세지걸(超世之傑)이라는 평가와 난세의 간웅(奸雄)이자 민간인과 포로를 학살한 인물이라는 상반된 평가를 받는다.
자는 맹덕(중국어: 孟德, 병음: Mèngdé 멍더[*])이며, 어릴 때 이름은 길리(吉利), 소자(小字)는 아만(阿瞞)이다. 사후 위가 건국된 후 추증된 묘호는 태조(太祖), 시호는 무황제(武皇帝)이다.
위나라 역사가 배잠(裴潛)은 <난세를 대표하는 창천(蒼天)의 간웅(奸雄)>이라 평가하였다.

## 생애

### 출생
조조는 가신인 하후돈, 하후연과 함께 후한 예주 패국(沛國) 초현(譙縣) 출신이다. 중상시(中常侍, 환관의 한 직책) 조등(曹騰)의 양자인 조숭(曹嵩)의 아들이다. 《삼국지》〈무제기〉에 따르면, 전한 시대 유방(劉邦)의 심복으로 재상을 지낸 조참(曹參)의 후손인 조등은 환제 때 중상시를 맡았다. 이에 대해 《후한서 》〈조등전〉에 조참의 후예라는 기록이 없다는 점을 들어 조참 후예설을 위의 선양을 윤색하고 조씨 가문을 격상시키려는 데에 있다고 보는 견해가 있다. 조등이 환관이라 아들이 없었으므로 조숭을 양자로 삼았다(《삼국지》〈무제기〉에 인용된 〈조만전〉의 일설에 따르면, 조숭이 본래 하후씨이며 하후돈(夏侯惇)의 숙부라는 이야기도 있다).

### 황건적의 난
184년 조조가 30살 때 황건적의 난이 일어난다. 이때 기도위(騎都尉)에 임명되어 영천(潁川)에서 황건적을 토벌하고, 이 공적으로 제남(濟南)의 상(相)으로 승진, 거기에서 그는 역시 강력한 법을 세워 뇌물과 향락에 물든 상급 관리 8할을 파면하고, 당시 유행하던 사이비 종교나 미신 부류를 모두 금지한다. 그 후 동군 태수로 임명되지만 부임하지 않고 돌연 사퇴했다. 그리고 고향에서 사냥과 독서를 즐기며 은거 활동에 들어갔다.
금성의 한수(韓遂)와 변장(邊章)이 반란을 일으키자 그는 수도 방위를 위해 전군교위(典軍校尉)로 임명된다. 그 무렵 영제가 죽고 대장군 하진(何進)과 원소는 환관 주살을 계획한다. 그런데 황태후가 이를 허락하지 않았으므로 동탁(董卓) 등 각지의 제후를 소집하여 황태후에게 압력을 행사하려고 했다. 조조는 이 소식을 듣고 “일부러 제후들을 부르지 않더라도 환관의 우두머리만 처형하면 될 뿐, 그들을 모두 죽이려고 한다면 일이 탄로가 나 실패할 것”이라고 말했다. 과연 조조가 예상한 대로 동탁이 아직 도착하지 않는 사이에 하진은 환관들에게 주살되고 만다. 또한, 환관들도 원소에게 모두 주멸되고(189년 9월 22일(음력 8월 25일), 십상시의 난), 이 와중에 실권은 동탁의 수중으로 떨어진다. 이때, 진군교위였던 조조도 군사를 이끌고 궁궐로 들었다. 권력을 장악한 동탁은 조조에게 협조를 구하지만, 조조는 거절하고 성을 탈출했다.
189년(중평 6년) 12월, 조조는 진류에 도착해 진류의 효렴인 위자에게 후원을 받아 군사를 모으고 원소를 맹주로 하는 반동탁 연합군에 가담하여 분무장군을 맡는다. 그런데 동탁군이 워낙 강력했으므로 산조(酸棗)에 집결해 있던 여러 제후 중 누구도 선뜻 선두에 나서지 못했다. 조조는 장막(張邈)과 힘을 합쳐 형양에서 동탁군과 싸웠고 적장 서영의 부대를 물리는 데 성공했다. 산조로 돌아온 조조는 군사를 움직이지 않고 있는 제후들에게 동탁을 격파할 전략을 제시했지만, 이는 연합군의 모든 제후가 유기적으로 협력한다는 점이 전제되어야 했고, 단지 유력자들의 이합집산일 뿐이었으며 심지어는 맹주인 원소조차 연합군 내부의 견제로 수송로가 차단당해 꼼짝할 수 없었을 정도였던 연합군에게 이런 작전을 수행할 능력은 없었다. 한편 연합군의 맹주 원소는 손쉬운 방법으로 동탁을 견제하고자 했다. 바로 기존 황제를 시해하고 동탁에게 옹립되었다는 명분적 약점을 가지고 있는 당시 황실의 정통성에 도전하여 명망 높은 유우(劉虞)를 새로운 황제로 추대하려던 것이었는데, 원술(袁術) 등이 중심이 되어 이와 대립했고 이때 조조도 원소와 일시적으로 대립했던 것으로 보인다. 결과적으로 이 계책은 유우 본인의 거절로 실패하게 되었고 이후 구심점을 잃은 연합군은 사실상 해산되고 만다.

### 동탁 제거와 서주 공략까지
이때 조조가 동탁을 친 것이 계산된 행동으로 '자신이 패할 것을 뻔히 알고도 불구하고 오직 황제를 구출하기 위해 홀로 뛰어들었다.'는 이미지를 만들어 인망이라는 무형의 자산을 얻었다. 원술은 손견(孫堅) 등을 앞세워 화웅(華雄)을 쓰러뜨리는 무훈을 세우고 있었다. 물론 순욱(荀彧)이 그를 그토록 예우하던 원소를 따르지 않고 굳이 조조를 따른 예의 경우 당시 황실의 권위에 정면으로 도전하는 등 노골적인 패권주의를 보여온 원소와 달리 조조가 황실의 권위를 회복시킬 것이란 기대를 했으리라 추측할 수 있다. '이 무렵 조조의 행보를 지나치게 미화하는 것은 곤란하다'라고 보는 부류가 있었으나 중원재사와 형주-서주-양주에 걸쳐 둔피하였던 유생 중의 다수가 조조의 근거 있는 야망을 잘 이해하고 있었다.(더군다나 '양-패 사이에서 진인이 나타난다'라는 참설까지 유행하였다)
이후 원소와 제휴한 조조는 191년(초평 2년) 동군에 침공한 흑산적을 연주 전투에서 토벌하고 원소의 대리 교서(통감 등에서는 矯制라고 하여 비난하였다)에 의하여 동군 태수로 임명된다. 동탁이 여포(呂布)에게 주살(誅殺)되었다(192년 5월 22일(음력 4월 23일)). 같은 해 청주의 황건적 100만 명이 연주에 침공해 왔다. 당시 연주(兗州) 자사(刺史)였던 유대(劉岱)는 이를 맞아 싸우다가 전사하고 만다(음력 4월). 평소 조조와 가까웠던 제북상 포신(鮑信)은 조조를 연주 목으로 추대했다(구주춘추 등 기타 주석서에서 진궁). 조조는 황건적과 싸워 포신이 전사하고 오른손에 화상을 입어 동료 누이(婁異)에 의해 말에 올라타 구조되는 등 상당히 박전했다. 직후 사기가 땅에 떨어지자 조조가 친히 상벌에 대하여 확언을 주며 적의 퇴로를 예상하여 기병(奇兵)을 풀어 상하로 대파하였다(본기의 원문에 의하면 적의 둔영까지 다다랐다고 하니 하늘을 찌르는 기세였을 것이다). 이후 조조는 이들과 협상해 자기의 세력으로 영입하고, 그 가운데 정예 병력을 선발해 ‘청주병’으로 불렀다. 황건이었던 백성 백만 구(口)와 병사 30만을 흡수해 기반을 얻은 조조는 이때부터 반동탁의 영수로 기주에서 군림했던 원소에 대하여 자신의 치소 연주에 할거하며 중원 구출의 야심을 드러내었다.
같은 시기 원소와 원술의 분쟁이 다시 시작되었다. 원소는 형주의 유표(劉表)와 연합했고, 원술은 유주의 공손찬(公孫瓚)과 서주의 도겸(陶謙)과 손잡아 서로를 견제했다. 이때부터 다른 모든 세력과 마찬가지로 원소의 영향 아래 있던 조조는 인접해 있던 도겸과 싸우기 시작했던 듯하다. 또 조조는 원소와 연대해 각지에서 원술연합군을 격파하자마자 스스로 용병하여 마침내 원술이 본거지를 버리고 양주로 도망가게 하였다(5차례 싸워 모두 추격하였다). 이 직후에 도겸은 재차 연주 동쪽 태산군에 침공했고 조조의 아버지 조숭이 살해되었다. 이 소식을 접한 조조는 193년부터 194년(흥평 원년)에 걸쳐 2차례 도겸 정벌에 나서 서주 땅에서 지나가는 족족 적의 대항 의지를 말살시켜갔다. 《후한서》에 따르면 “주민 수십만 명을 살해하고 개와 닭 등 가축도 가차 없이 도살하였다. 이 때문에 사수(泗水)는 흐름을 멈추고 말았다.”라고 한다.
조조의 서주 침공으로 인해 제갈근, 제갈량 형제, 노숙, 태사자 등 여러 인재들이 조조와 불구대천이 되었다.
조조가 서주를 공격하는 사이에 친우였던 장막과 연주를 지키던 진궁은 조조에게 반기를 들고 여포를 연주 목으로 내세웠다. 조조는 복양에서 궁지에 빠지고 어이없으리만치 전국을 휩쓴 메뚜기의 피해로 갑병까지 타격을 입지만 2년에 걸친 공방 끝에 마침내 연주를 평정하는 데 성공한다. 실제로 둔전병을 데리고 다니던 중 흉년을 만나 먹을 것을 찾으러 가고 남은 병사는 고작 1천도 셀 수가 없었다고 하니 피해가 극심하였다. 그러나 이 부대로 여포가 이끄는 진궁의 구원군 1만을 대타격하고 치중을 획득하였다. 손자병법 주석에 따르면 논밭 근처 제방에서 적을 도발하여 역격하였다고 전하고 있다.
196년(건안 원년)에는 헌제를 옹립하여 대장군으로 임명되고, 수도를 낙양에서 허창으로 옮긴다. 그와 함께 여러 개혁 정책을 펼치기 시작한다. 같은 해에 조지와 한호(《진서》 선제기에서는 사마의)의 건의를 받아들여 둔전제를 시행해 농경을 전문으로 하는 농민을 널리 모집하여, 허도(허창) 주변에서 농업에 종사시켜 곡물 100만 석을 확보할 수 있게 된다. 이리하여 전쟁에 없어서는 안 될 식량을 충실히 마련하여 천하를 장악할 수 있는 기반을 쌓는다.
이때 유비(劉備)가 여포에게 하비를 빼앗겨 조조 밑으로 도망을 온다. 참모 정욱은 “유비는 끝내 남의 밑에 남아있을 인물이 아니다”라고 말하면서 제거할 것을 진언하지만, 조조는 다만 유비에게 먹을 것을 하사하였다.

### 관도대전과 적벽대전
197년 조조는 완(宛)에 출진하여 장수(張繡)를 항복시키지만, 나중에 그는 조조를 배신한다. 이 싸움에서 조조가 패하고 맏아들 조앙(曹昻)과 조카 조안민, 부하 전위(典韋)가 전사한다. 이때 조조는 맏아들 조앙의 죽음보다도 전위의 죽음을 더 슬퍼했기 때문에 아내와 이혼하게 된다. 198년 조조는 장수, 유표의 연합군을 안중에서 격파하고, 하비에서는 여포를 사로잡아 처형한다. 다음 해에는 원술을 토벌하고 장수를 다시 굴복시켜 그를 받아들였다.
그러나 원술 토벌에 유비를 파견한 일이 문제가 된다. 역시 서주 자사 차주(車胄)가 유비의 반란군에 습격을 당하고 만다. 별일 없었다는 듯이 조조가 친히 출진하여 유비를 격파하고 버림받은 처자식을 붙잡음과 동시에 관우(關羽)를 항복시켰다. 원소가 발밑으로 도망쳐온 유비에게 잠자리를 하나 내어주었고 마침내 원소와 천하를 놓고 자웅을 겨루게 된다.
원소와 천하 패권을 다투는 전초전은 먼저 백마에서 치러졌다. 여기에서 조조는 원소의 부하인 맹장 안량(顔良)과 문추(文醜)를 죽이는가 하면, 유엽의 진언에 따라 원소의 궁수부대에는 투석기로, 굴자군에는 참호로 대응하는 등 천재적으로 활약했지만, 날이 갈수록 점차 전황이 불리해지고 아군이 군량과 병참 부족에 시달리게 되면서 그 대담한 조조도 마음이 약해진다. 그래서 순욱에게 허도로 귀환하고 싶다는 편지를 보내 상담을 구했는데, 순욱은 격려의 답장을 보내와 그곳에서 버티게 한다. 마침내 원소의 모사인 옛 친구 허유가 투항하고 고시와 오소에 있는 원소의 심장부인 병참사령부를 습격하기를 진언, 조조는 오소 기습전에 앞서 원소의 본진 습격에 대비해 방비를 단단히 한 다음 원소군으로 위장한 5천의 특공대를 이끌고 잠입, 오소의 식량과 군수 물자들을 모조리 불살라버림으로써 형세는 역전, 원소군은 완전히 무너지고 만다. 이때 몰수한 전리품 중에서 원소와 내통하고 있었던 조조 부하의 편지가 무더기로 나왔다. 좌우에서 그들을 죽이라는 신하들의 진언에 조조는 
| “ | 원소의 대군이 강했을 때는 나조차도 어찌 될지 알 수 없어 마음이 흔들렸다. 내가 그러했는데 하물며 다른 사람들은 어떠했겠느냐? | ” |

라고 말하면서 편지를 읽지 않고 모두 소각, 내통한 자들은 용서해주고 대신 그 일은 전부 불문에 부쳤다고 한다. 그 후에도 북진을 계속하여 원 씨 잔당 세력을 철저히 격파했다.
《삼국지연의》에 따르면, 이때 조조는 군사를 몰아 장성을 넘어 모돈(冒頓 또는 묵돌)을 죽였다고 한다. 모돈은 기원전 209년부터 기원전 174년까지 흉노의 선우(대족장)를 지냈던 사람으로 조조와는 4백 년 가까이 시차가 있는 인물이다. 조조의 모돈 살해는 나관중이 삼국지연의에서 꾸며낸 이야기다.
원소 토벌 이후 중국 대륙의 최강자로 자리매김한 조조는 208년 승상(丞相)의 지위에 오르고 3공의 지위를 없앴으며 이미 대장군이 되어 있었기에 '대장군 대승상'(大將軍 大丞相)으로서 공식적으로 후한 조정의 정권과 군권을 모두 장악하였고, 형주의 유종(劉琮)을 항복시켜 적벽대전에서 유비와 손권(孫權)의 연합군과 대치하다가 군을 물리게 되었다.
적벽대전이 일어나기 전 아들인 조비가 미리 화용도를 정비하고 오림에 도착하여 조조가 수월하게 퇴각하였다고 한다. 주유는 적벽에서 지나치게 거대해진 조조의 세력에게 큰 타격을 주고 수월하게 형주와 촉을 병합하려 하였지만, 조비의 길 정비로 인해 기대한 것의 10분의 1만큼의 성과도 얻지 못했다고 한다. 손권과 유비 연합군이 때려 부순 조조의 병선은 대부분 형주의 병선들이고, 불길에 놀라 도망친 병사들은 원래 조조의 청주병이 아닌 유표의 수군이었을 뿐이다. 이후 중국 대륙은 위, 촉, 오 삼국의 삼국 시대에 접어들어 완전한 통일의 꿈이 멀어지지만, 조조의 우세한 세력 기반은 변하지 않았다.
역시 참전군 대부분(참모 장군 포함)이 역질에 감염되었으며 재정비를 위해 군을 물린 후 주유의 화공으로 서로 연결되어있는 선박이 화재를 입었다는 《후한기》의 서술이 그나마 틀린 곳이 적은 것으로 추정해야 할 뿐이다.

### 삼국 정립과 죽음
210년에 조조는 역사적으로 유명한 구현령과 술지령을 공포한다. “구현령”이란 신분의 고하를 막론하고 재능있는 사람이면 인재로 등용하는 것이다. “술지령”에서는 받은 4현 3만 호 가운데 3현 2만 호를 황제에게 반환하고, 제위 찬탈 등 야망이 없다는 사실을 공개적으로 밝히는 제도다. 조조는 213년 위공(魏公)으로 책봉되었고, 조조는 자신이 저축한 어마어마한 재산들을 모두 기부한다. 그는 가난한 백성들을 위해 자신의 많은 재산을 기부함으로써 훌륭한 군주로 거듭났다. 그 영향을 받아 조조를 섬기고 있던 고위 관직층 신하들도 자신들이 저축한 재산을 모두 가난한 백성들을 위해 나누어주었다.
211년 마초(馬超)와 한수 등이 관중에서 반란을 일으키자 조조가 토벌에 나섰다. 마초 등이 산과 요새에만 있을 뿐 견벽거수로 일관하자 서황의 진언을 옳게 여기고 진(津)을 건너는 척하며 대기하던 병사로 그들을 습격하여 대파하였다. 또한, 이때 흙을 쌓아 올려 성벽을 만들고 물을 뿌려 하룻밤 사이에 얼음 성을 완성했다고 한다.
가후(賈詡)의 이간책으로 마초와 한수 사이가 벌어지게 하여 적을 물리치고 관중을 평정했다는 기록은 모두 사실이다. 212년 오나라 정벌에 나섰고, 213년 다시 군사를 일으킨 마초를 토벌, 215년에는 한중의 장로를 항복시키는 등 매년 지칠 줄 모르고 반란군을 상대로 무승부 없이 정벌(토벌)을 완수하였다.
216년 조조가 위왕(魏王)에 봉해지면서 훗날 조비가 위나라를 건국할 수 있는 기초가 마련되었다. 헌제는 사실상 허수아비였으며 이 무렵 후한의 실권자는 조조였으나 황제가 되지는 않고 주 문왕을 따른다는 고사를 이상하리만치 확고하게 지키며 위왕으로 붕거(추숭 전 훙거. 추숭 후 붕어)하였다.
217년에는 손권과 다시 싸우고 219년 유비와의 한중 전투가 벌어진다. 조조는 아끼던 장수 하후연을 잃고 상처를 입은 채 물러간다. 이후 유비가 한중왕에 즉위하자 분노하지만, 사마의의 권유로 오의 손권과 동맹을 맺는다. 관우가 양양을 빼앗고 번성을 포위하자, 우금과 방덕을 보내 구원하게 한다. 하지만 우금은 사로잡히고 방덕은 처형당한다. 이에 조조는 손권에게 형주를 공격하게 하고 2차 구원병으로 서황 등을 보낸다. 서황 덕에 번성의 어려움은 풀리고 양양도 되찾는다. 그 후, 서황에게 양양을 지키게 한다. 관우를 죽인 손권은 관우의 목을 조조에게 보낸다. 조조는 관우를 왕후의 예로 제사 지낸다. 관우가 죽은 이듬해(220년) 음력 1월 23일, 조조가 낙양에서 향년 66세의 나이로 서거했다.
조조의 최후에 대해서는 여러 일화가 있다. 건시전을 지을 때 탁용사의 신목(神木)을 베자 나무에서 피가 흘러 이를 본 조조가 기절하고 말았다든가, 배나무를 옮겨심을 때 뿌리에 상처가 나 피가 흐르고, 이것을 본 후 병상에 눕게 되었다는 등의 이야기가 있다.
아들 조비(曹丕)가 위왕에 즉위하자 조비는 아버지 조조를 무왕(武王)으로 추증하였다가, 헌제에게 선양을 받고 황제로 등극하여 위나라를 건국하자 다시 태조 무황제(太祖 武皇帝)로 추증하였다.
한편 문인으로서도 뛰어났던 조조는 훗날 아들 조비, 조식(曹植)과 함께 당대의 7문학계의 이름 있는 사람들이라 해서 삼조(三曹)라 불렸으며 부자 3인을 세 명으로 묶는 이른바 삼소(三蘇) 등은 여기에서 모티프를 따왔다는 것이 정설이다.

## 문학적 업적
조조는 정치와 군사뿐만 아니라 문학 방면에서도 뛰어난 업적을 남겼다. 손자병법 전문에 남기는 주석 작업을 끝마치고 난 그는 소박한 민요였던 악부(樂府)를 공식 문학의 한 장르로 정착시켰고, 꾸준히 당시의 최고 시인의 한 명으로 꼽히고 있었다. 그의 작품에 현재까지 전해지는 것은 《단가행(短歌行)》, 《구수수(龜雖壽)》 등이나 주석으로 전해지는 동도가사 등 수십이 있다.

## 평가

### 호평
조조는 군사, 학문, 무예, 내정 모두에 탁월한 재능을 가졌을 뿐만 아니라 시문, 그림, 노래 등 풍류에도 매우 뛰어났다. 또한 조직을 이끄는 통솔력도 굉장했고 무엇보다도 수하들을 장악하는 리더십의 기교에는 가히 타의 추종을 불허했다. 또한, 인격 면에서도 감정에 치우치지 않고 당시로써는 가히 파격적이라고 할 만큼 철저하게 능력만을 가지고 인재를 선발하였다. 어떠한 분야를 막론하고 한 가지 분야에 뛰어나기만 하면 그 사람의 신분이 아무리 미천하거나 과거에 자신과 악연이 있다고 해도 조조는 크게 인정해줬다. 심지어는 아내를 고를 때도 능력을 보고 정하였는데, 최하급 신분인 기녀였던 변 씨도 능력을 인정받아 아내가 되었다.
또한, 조조 휘하의 많은 인물이 과거에는 조조에 대적했던 인물들이었음에도 불구하고 그들을 포섭한 것은 물론 과거의 주인 아래에서 활약했을 때보다 몇 배의 활약상을 펼칠 수 있게 능력을 끌어낸 것 역시 조조의 대단한 지도력을 잘 보여주는 것이다. 대표적인 인물들이라면 장료와 장합.
정치적 감각 역시 뛰어나 다양한 인재와 파벌들을 교묘하게 조종해내는 정치공학적 능력과 시대의 흐름을 정확히 잡아내어 최적의 결단을 내리는 시대적 선구안을 겸비한 인물이었다. 초토화된 중국의 경제를 재건하고 다른 어떤 군웅들보다도 앞서 정예화된 강병을 조직하는 데 성공하는 등 행정적인 능력 역시 후한말 등장한 군웅 중 가장 큰 실적을 낸 만큼 행정적인 수완도 당대 일류였다고 할 수 있을 것.
난세의 간웅이라는 별명답게 임기응변의 대가이기도 했으며 심리전의 달인이었다. 이러한 지략은 아군을 결속시키고 사기를 높일 때도 적을 교란하고 분열시킬 때도 모두 빛을 발했다.
비록 천하통일을 이루진 못했지만, 고대 중국의 정치적 경제적 중심지였던 북중국을 장악했는데 이는 당시 중국의 인구와 재화의 약 7할을 지배했다고 할 만했다. 실제로 오와 촉은 그 국력을 합쳐도 위나라만 못했고 이러한 위나라의 우위는 삼국시대가 끝날 때까지 단 한 번도 역전되지 않았다.

### 악평
조조의 가장 큰 단점으로는 잔혹하다는 것을 들 수 있다. 조조 일생일대에 있어서 최대의 오점을 남긴 서주 대학살이나 여포군이나 원소군 포로 학살 등 조조는 군사 민간인 가리지 않고 엄청난 수의 사람들을 학살한 학살자이다. 그 외에도 여백사 사건이나 황제의 아이를 밴 동 귀인을 반란 혐의로 죽이거나 복 황후 살해 그리고 길본의 난 때는 불을 껐다는 이유만으로 관료들을 반란군으로 몰아 죽이는 등 상당히 잔혹한 행보를 평생 보여준다. 
혹자는 조조의 이런 행태를 마키아벨리즘이라고 옹호하지만 정작 자세히 들여다보면 마키아벨리즘으로 옹호하기에 조조의 행태는 냉혹하기는 했지만, 마키아벨리즘의 핵심인 도덕성을 넘어서는 이득 부분이 거의 없다. 우선 서주에서 벌인 학살도 결국 서주에서 그렇게 학살했는데도 도겸의 세력은 무너지지 않았고 학살을 벌이느라 본거지 연주 전체를 상실하기 직전까지 몰렸고, 그 뒤로 유비, 여포를 거치면서 조조의 후방을 10년 가까이 위협하는 세력이 되어버린다.
동 귀인의 경우도 임산부를 살해하는 잔혹성은 둘째로 치더라도 조조가 황제의 간청마저 무시하고 후궁과 황제의 자녀를 살해한 행태는 조조가 황제의 보호자가 아닌 황제를 위협하는 권신이라는 점을 명백히 보여주었고 이런 행태로 한나라의 관료들과 황실은 조조에게 완전히 등을 돌린다. 그리고 동 귀인 처형 당시 조조는 원소와 관도에서 대치 중이었는데 조조의 이런 행태는 상대방 원소에게 매우 큰 명분을 주게 되어 원소는 조조를 황제를 능멸하는 역적이라고 주장했고 이에 유비, 유표 등 유씨 황족은 물론 상당수의 한나라 관료까지 원소에게 동조하게 되는 결과를 낳았다. 그 뒤로도 수시로 잔혹한 행보를 이어나갔지만 이런 행태 때문에 역으로 불만은 더 커져 허도와 업에서는 조조가 약해질 때마다 반란 시도가 수시로 일어났다.
한편 조조의 행태인 냉철하다는 이미지와 달리 조조는 자주 감정적인 행동을 보여주는데 먼저 서주에서 학살을 벌이는 중에 연주에서 장막, 여포의 반란이 벌어지는데도 학살에 빠져있다가 연주가 거의 함락되기 직전에야 학살을 멈추고 돌아왔고, 그 외에도 장수가 항복했을 때 장수의 가족인 추 씨를 취하려 하다가 분노한 장수의 역습으로 아들과 전위를 잃고 본인마저 죽을 위기에 빠진 점, 동 귀인을 죽일 때도 원소와 전쟁 중인 상황에서 적대 세력들이 지켜보고 있는데도 황제를 무시하고 황제의 아이까지 바로 살해하고 길본의 난 때는 한나라의 관료들을 깃발 놀이로 처형시키는 등 오히려 조조는 감정적이고 비이성적인 행동을 상당히 자주 보여줬고 그럴 때마다 큰 피해를 보는 경우가 많았다.
의심이 지나치기도 했다는 것을 결함으로 들 수가 있겠다. 주불의가 위협이 될 것이라면서 또 조충이 죽은 이래로 그를 부릴 자가 없다는 일반인들이 감당하기 힘든 이유를 들어 말하면서 주불의를 자기 사람으로 쓰게 해달라는 조비의 간청도 거부하고 주불의를 제거하였다.
그리고 철저히 겉과 속이 달라서 그의 진정성을 이해하는 참모나 신하는 극소수였을 정도였는데 순욱이나 곽가, 그리고 사마의 같은 책사들 말고는 쉽사리 조조의 본성을 제대로 이해하는 인물이 드물었고, 이것이 조조 자신의 권위를 드높이고 그의 패업 성취에 크게 기여하기도 했지만, 한편으로는 진실성이 너무 없다는 혹평도 피할 수가 없다. 혹자가 말하듯 존경할 수는 있으나 좋아하긴 어려운 인물이었던 것.
원인이야 어찌 되었든 조조라는 인물이 굉장히 복합적인 캐릭터이다 보니 그런 포악한 면모도 있어서였을 수도 있으나, 하지 말아야 할 일을 한 것은 부정할 수가 없다.

#### 시대별 평가 양상
조조 자신이 제위에 오르지는 않았지만, 황후와 헌제의 아이를 밴 후궁을 죽이는 등 한 황실에 대한 지독한 핍박을 벌였고, 최종적으로는 후대 조비에 이르러 한실의 제위를 찬탈한다. 여기에 무분별한 숙청과 학살로 지식인들에게 악평을 들었으며 학살로 백성들에게도 크게 좋은 이미지는 못되었다. 덕분에 중국의 질서를 회복하고 경제를 재건하는 큰 업적을 남겼음에도 불구하고 서진 시대 직후부터 이미 악평이 나오기 시작했으며 명분을 중요시하는 주자학이 자리를 잡은 송나라 이후로는 완전히 악인으로 평가가 추락했다. 나관중의 연의에 이르러서는 간교한 악인의 상으로 그려지기도 하였고, 경극 도중 조조 역의 배우가 분노한 군중에게 맞아 죽는 일도 있었다.
하지만 근세에 접어들면서 조조는 실사구시의 지도자로 복권되기 시작하였고 이러한 복권의 분위기가 절정에 이른 1990년대에는 조조야말로 삼국지에서 가장 많은 실적을 남긴 (따라서 가장 유능한) 군주이며 그의 맞수였던 유비와 손권은 조조의 개혁에 저항한 수구 세력으로 보는 관점까지 등장했을 정도. 중국의 모택동(毛澤東)과 곽말약(郭沫若) 등이 조조의 단점을 배제하고 영웅으로서의 진취성을 평가하면서 조조의 복권에 대한 움직임도 상당히 압도하는 형국을 유지하고 있다. 특히 일본 게임을 중심으로 조조 자신의 문무겸전적 인물상은 조비의 일로 인하여 퇴색되지 않고 오롯이 인식되고 있다. 또 조조의 중원 평정을 모티프로 삼는 커리큘럼은 항상 빠지는 일이 없어 '중원 구출'의 분위기는 여전하다.
그러나 21세기부터 인권사상의 확립과 삼국시대 역사서에 관한 본격적인 연구가 시작되면서 조조가 저질렀던 비인간적인 학살, 민간인 핍박, 무분별한 숙청 등에 대한 실체가 드러나게 되고, 냉철했다는 이미지와 달리 감정적이고 비합리적인 행동을 자주 벌인 기록들이 발견되고 이런 행동들이 결과적으로 조조와 조위를 넘어 서진의 멸망과 오호십육국이라는 대혼란기를 야기한 점이 부각되면서 조조의 행동에 대해 다시 부정적인 인식이 확산하고 있다.

#### 영화 적벽대전
영화 적벽대전 2에서 조조는 리더십이 뛰어난 지도자로 설명된다. 전염병으로 지친 군인들을 위로하여 전쟁에서의 승리 의지를 갖게 한다. 또한 문학에 뛰어나서 조조의 시를 들은 사람들은 모두 감동하였다.

### 당대의 평가
동시대 사람 중 유명한 두 사람은 조조를 긍정적으로 평가했다. 양국(梁國) 사람 교현은 천하가 장차 도탄에 빠질 텐데 이를 바로잡을 수 있는 것은 조조라고 평하며 자신의 처자식을 부탁하였고, 여남(汝南) 사람 허소는 ‘청평할 때는 간적, 난세에는 영웅’이라고 평가했다. 반면 오나라의 마지막 승상인 장제는 참칭 국가의 신하인 신분으로 "위나라 백성들이 조조를 따르는 것은 그 위엄을 두려워하기 때문이지 조조가 은혜를 베풀었기 때문은 아니다"라고 말했다.
일반 민중의 경우 형주 피난민이나 후대 석륵의 평가 세설신어 등에 기록된 조조에 대한 부정적인 설화 등으로 조조에 대한 평가가 매우 나빴음을 확인할 수 있으며 이는 조조의 학살과 가혹한 통치 때문으로 추정된다.

#### 진수의 평가
평한다. 한나라 말 천하에 대란이 일어 영웅호걸들이 아울러 봉기하니, 원소가 4주(四州)에서 호시(虎視-범처럼 노려봄)함에 강성하여 대적할 자가 없었으나, 태조가 주략과 지모를 내어 우내(宇內-천하)를 편달(鞭撻-독려)했다. 신불해(申不害)와 상앙(商鞅)의 법술(法術)을 취하고 한신(韓信)과 백기(白起)의 기책(奇策)을 갖추었고, 관직은 재능에 따라 수여하되 각각 그 그릇에 맞게 썼으며, 사사로운 감정을 억제하고 냉정한 계산에 임해(矯情任算) 옛 허물을 염두에 두지 않았다. 마침내 황기(皇機-황제의 정무)를 능히 총람(總禦)하고 홍업(洪業-대업)을 이루어낸 것은 그의 밝은 지략이 가장 뛰어났기 때문이니, 가히 비상(非常)한 인물로 초세지걸(超世之傑)이라 이를 만하다.

### 후대의 평가

#### 군사적 재능이 있는 조조
후조(後趙)를 세운 석륵(石勒)은 동탁 암살의 시발점이 되었으며 반동탁 토벌대의 선봉을 맡았던 위무제와 대승상 조조에게 죽을 것을 두려워하며 임관하고 대신들과 사사로이 교제하였던 사마의를 한데 묶어 평가하길, 저 중화인(=중국인)인 조조나 사마중달 부자처럼 남의 고아나 과부를 속이며 잔꾀를 부리고 온갖 아첨을 일삼으며 천하를 빼앗는 일은 자신은 절대 하지 않을 것이라고 하기도 하였다.
시인이자 정치가였던 두목(杜牧)은 “조공(조조)은 손무의 병법 13편에 주석을 달아 후세에 전했다.”고 하면서 조조의 군사적 재능을 칭찬했다.

#### 조조 혁신론
중국의 마오쩌둥은 "조조(曹操)를 간신이라고 하는 것은 봉건 정통관념이 만들어낸 것으로 반동 사족들이 봉건 정통을 유지 보호하는 것이었다. 이를 바로잡아야 한다."라고 하면서 조조의 복권을 말한 바 있다. 그는 조조의 제도 개혁과 둔전제 등의 정치적 공적과 탁월한 군사적 재능 그리고 조조의 문학 재능을 칭찬하면서 조조를 공식 석상에서만 32번 언급하여 마오쩌둥이 가장 많이 언급한 역사 인물이 조조(曹操)라고 한다.

#### 나라와 왕을 섬기지 않은 나라의 동량
당 태종은 <제위태조문>에서 조조를 평가하고 있다. "위무제는 용맹한 자태를 갖췄고 어려운 시기를 맞아 나라의 동량(棟梁)으로서 이윤(伊尹) 및 곽광(霍光 등의 옛사람과 같은 임무를 수행했다. 천하를 바로 잡은 공이 이들보다 훨씬 컸다."라고 칭송한다. 그러는 한편 "무너지는 것을 보고도 구하지 않았고, 뒤집히는 것을 보고도 붙들지 않았다. 나라를 따르고자 하는 마음이 없고, 무군(無君)의 행적이 있던 셈이다."라며 신랄한 평을 덧붙인다. 후한의 마지막 황제인 헌제를 옆에 끼고 천하를 호령하면서 내심 새 왕조 개창의 뜻을 품은 것을 비판한 것이다.

조조가 방술에 조예가 있었다고 선가에서는 평가를 한다.

### 연의의 평가
나관중의 《삼국지연의》에서는 악인(惡人)의 상으로 그려지고 있다. 나관중은 조조를 당대의 민중이 가지고 있던 조조에 대한 반감이 들어 있는 전승과 민간 설화 등을 이용하고, 변방 익주(촉)의 인사들을 대부분 우국지사와 충의지사로 묘사함으로써 실제 역사와는 다르게 조조에 대한 부정적 평가를 《삼국지연의》 내에서 자아내고 있다. 또한, 조조를 악인으로 나타내기 위해 우스꽝스럽고 경망스러운, 때로는 인신 모독에 가까운 묘사도 쓰고 있다. 하지만 이문열이 평역한 《삼국지》(민음사)에 나오는 조조는 자신을 위해 죽은 군인들을 위해서 그 가족들에게 밭을 줌으로써 생계에 지장이 없도록 배려하는 훌륭한 지도자로 묘사되며, 법을 잘 지킨 지도자였다. 조조는 농민들에게 해를 주지 않도록 말을 타고 보리밭에 들어가지 못하게 했는데, 그만 자신의 말이 보리를 밟았다. 법을 어김을 부끄럽게 여긴 조조는 자신의 목을 자르려고 하려다가, 참모들의 조언에 따라서 자신의 목을 머리카락으로 대신하니, 군인들은 다시는 법을 어기지를 아니하고 또한 군법을 두려워하였다.

## 조조 고릉
문물국이 허난성 안양 현 안펑 향 시가오쉐촌에 있는 동한 시대 무덤을 발굴하는 과정에서 조조의 무덤이 발굴되었다. 중국 학계에 따르면 무덤의 크기는 지하 15ｍ에 위치한 갑자(甲字) 형태의 구조로, 서쪽에서 동쪽으로 경사진 내부 묘도(墓道)를 따라 내려가면 앞뒤에 규모가 큰 쌍실(雙室)과 4개의 측실(側室)을 갖추고 있었으며 길이 39.5ｍ, 넓이 9.8ｍ에 전체 면적이 740m2로, 그 규모는 비교적 작았다고 한다. 그동안 여러 차례 도굴됐음에도 이 무덤에서는 금을 비롯한 각종 보석 200여 점이 출토됐으며 조조가 사용하던 창과 조조가 사용하던 돌베개 등의 명문(銘文)이 발견되었다고 하며 한 남성과 여성 2명의 것으로 추정되는 유골이 발견됐는데 이 남성의 유골은 사망 당시 60세 전후였던 것으로 감정되었다. 이는 조조가 66세의 나이로 사망했다는 점과 일치한다는 점에서 이 유골이 조조의 것으로 보고 있다. 하지만 일부 학자들은 성급한 결론과 "위무왕"이라고 새겨진 두 비석은 현장에서 발굴된 것이 아니라 공안국이 도굴꾼들을 체포해 압수한 과정에서 가짜가 만들어질 가능성 있는 등 의문을 제기하였다.

### 조조의 무덤 공식인정
2010년 1월 29일 중국 국가문물국은 "조조의 고분을 발굴하고 학술적인 검증을 거쳐 연구성과를 발표한 절차에 아무런 문제가 없었고 고고학계의 규칙에도 부합한다"라고 말하며 조조의 무덤인 것으로 공식적으로 인정하였다.
하지만 이 발표는 중국 국가문물국에서 중국의 외국인들에 대한 여행객 유치를 위한 발표라는 설을 아직 많은 사람이 믿고 있다. 따라서 조조 무덤의 진위에 대한 논란은 여전히 미궁 속에 빠져있다.

## 친족 관계
- 부인: 정부인
- 부인: 무선황후 변씨
  - 1남: 문제 조비
  - 2남: 임성위왕 조창
  - 3남: 진사왕 조식
  - 4남: 소회왕 조웅
- 첩: 유부인(劉夫人)
  - 1남: 풍민왕 조앙
  - 2남: 상상왕 조삭
  - 1녀: 청하공주
- 첩: 환부인(環夫人)
  - 1남: 등애왕 조충
  - 2남: 팽성왕 조거
  - 3남: 연왕 조우
- 첩: 두부인(杜夫人)
  - 1남: 패목왕 조림
  - 2남: 중산공왕 조곤
  - 1녀: 금향공주
- 첩: 진부인(秦夫人)
  - 1남: 제양회왕 조현
  - 2남: 진류공왕 조준
- 첩: 윤부인(尹夫人)
  - 1남: 범양민왕 조구
- 첩: 소의 왕씨(昭儀 王氏)
- 첩: 손희(孫姬)
  - 1남: 임읍상공자 조상
  - 2남: 초왕 조표
  - 3남: 강상공자 조근
- 첩: 이희(李姬)
  - 1남: 곡성상공자 조승
  - 2남: 미대공자 조정
  - 3남: 영상공자 조경
- 첩: 주희(周姬)
  - 1남: 번안공 조균
- 첩: 유희(劉姬)
  - 1남: 광종상공자 조극
- 첩: 송희(宋姬)
  - 1남: 동평영왕 조휘
- 첩: 조희(趙姬)
  - 1남: 낙릉왕 조무
- 첩: 진씨(陳氏)
  - 1남: 조왕 조간
- 생모 미상
  - 딸: 헌목황후 조절
  - 딸: 헌효황후 조헌(獻孝皇后 曹憲) - 한 헌제 귀인
  - 딸: 조화(曹華) - 한 헌제 귀인
  - 딸: 안양공주

### 가까운 친족
- 조인
  - 조태
  - 조씨 - 손견의 사남 손광의 처.
- 조홍
- 조순
- 조안민 (조카)
- 조진
  - 조상
  - 조훈
  - 조희
- 조휴
  - 조조
- 하후돈 (사돈 겸 이종사촌 형제)
  - 하후무 (사위)
- 하후연 (고종사촌 매제)
  - 하후형
  - 하후패
  - 하후위
  - 하후혜
  - 하후화
- 하후덕
- 하후상
  - 하후현
    - 하후후
- 하안 (사위, 아들)
  - 하진 (장인조부)
- 조숭 (조조의 아버지)
- 조덕 (조조의 첫째 동생)
- 조빈(조조의 둘째 동생)
- 조옥(조조의 셋째 동생)

### 기타
- 헌제 (사위)
- 원담 (사돈)
  - 원소 (사돈)